# Saalekaskade
Die Saalekaskade besteht aus fünf Talsperren und Wasserkraftwerken an der oberen Saale. Sie wurden in den 1930er und 1940er Jahren gebaut, um die Schifffahrt auf der Elbe durch Zuschusswasser auch bei geringem Wasserstand zu ermöglichen. Heute dienen sie hauptsächlich der Energiegewinnung, aber auch dem Hochwasserschutz und der Naherholung. Die Saalekaskade ist etwa 80 Kilometer lang und weist einen Höhenunterschied von 170 Metern auf.

## Talsperren und Kraftwerke
Es gibt hier vier Pumpspeicherkraftwerke (PSW); außerdem dient jede Talsperre auch als Speicherkraftwerk. Die Gesamtanlage gehört der Vattenfall Europe Generation AG und ist nach dem Schluchseewerk der zweitgrößte Verbund von Wasserkraftwerken in Deutschland. Im Einzelnen gehören dazu fünf Saale-Staustufen:

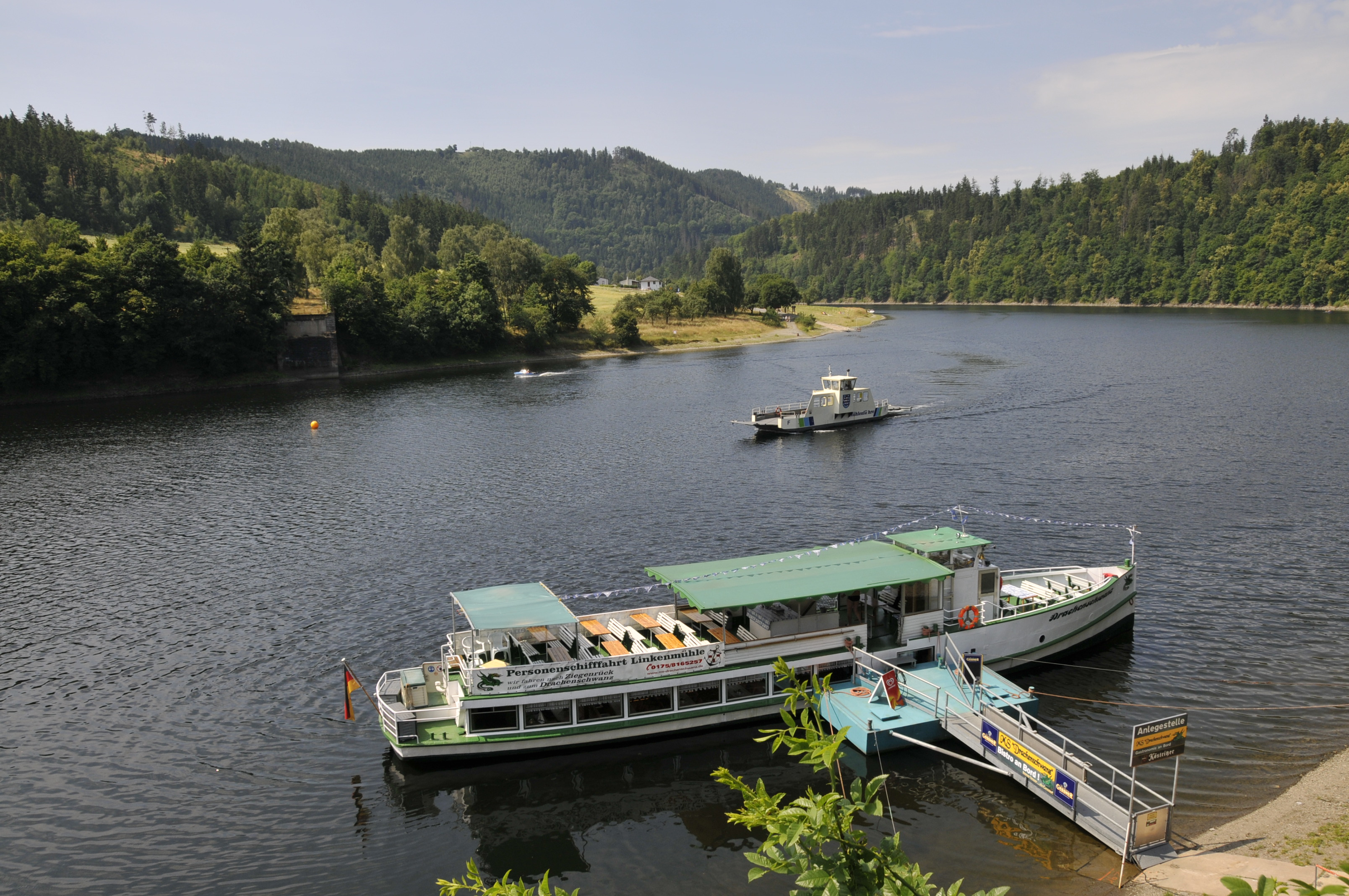
Hohenwartetalsperre

- Bleilochtalsperre (Oberbecken des PSW Bleiloch)
- Talsperre Burgkhammer (Unterbecken des PSW Bleiloch) und Laufwasserkraftwerk mit 2 MW
- Talsperre Walsburg (Unterbecken des PSW Wisenta)
- Hohenwartetalsperre (Oberbecken des PSW Hohenwarte I)
- Talsperre Eichicht (Unterbecken der PSW Hohenwarte I und II) und Laufwasserkraftwerk mit 3 MW

Außerdem gehören dazu:
- Talsperre Wisenta an der Wisenta (Oberbecken des PSW Wisenta)
- Oberbecken Hohenwarte II (Amalienhöhe), ein künstliches Becken ohne natürlichen Zufluss (Oberbecken des PSW Hohenwarte II)

Eine weitere Talsperre war oberhalb des Bleilochstausees bei Katzenhammer geplant. Der zugehörige Stausee sollte sich zwischen Blankenberg und Hirschberg entlang der thüringisch-bayerischen Grenze erstrecken.
Die vier Pumpspeicherwerke haben folgende Daten:
- Pumpspeicherwerk Bleiloch: zwei Francis-Turbinen, 80 MW, max. Fallhöhe 58,5 m, erbaut 1932
- Pumpspeicherwerk Hohenwarte I: zwei Francis-Turbinen, 63 MW, max. Fallhöhe 67,9 m, erbaut 1936–1942, fertiggestellt 1959
- Pumpspeicherwerk Hohenwarte II: acht Francis-Turbinen, 320 MW, max. Fallhöhe 314,5 m, erbaut 1956–1963, fertiggestellt 1966
- Pumpspeicherwerk Wisenta: 3,8 MW, erbaut 1933–1934